# Pteraster multiporus
Pteraster multiporus är en sjöstjärneart som beskrevs av Hubert Lyman Clark 1908. Pteraster multiporus ingår i släktet Pteraster och familjen knubbsjöstjärnor. Inga underarter finns listade i Catalogue of Life.